# Adevaldo
Adevaldo, właśc. Adevaldo Virgilio Neto  (ur. 16 sierpnia 1943 w Leopoldinie) – piłkarz brazylijski, występujący na pozycji obrońcy.

## Kariera klubowa
Karierę piłkarską Adevaldo rozpoczął w Botafogo FR w 1963 roku. W latach sześćdziesiątych występował również w São Paulo FC i Santa Cruz Recife. W latach 1967–1972 występował w Bahii Salvador. Z Bahią dwukrotnie zdobył mistrzostwo stanu Bahia – Campeonato Baiano w 1970 i 1971 roku. W Bahii 20 października 1971 w wygranym 3-1 meczu z Cearą Fortaleza Adevaldo zadebiutował w lidze brazylijskiej.
W 1972 roku występował w CRB Maceió, w którym rozegrał 9 spotkań w lidze. Z CRB zdobył mistrzostwo stanu Alagoas – Campeonato Alagoano. W 1973 roku był zawodnikiem CEUB Brasília. W barwach CEUB 15 grudnia 1973 w zremisowanym 0-0 meczu z Remo Belem Adevaldo po raz ostatni wystąpił w lidze brazylijskiej. Ogółem w I lidze wystąpił w 20 meczach. Z CEUB zdobył mistrzostwo Dystryktu Federalnego – Campeonato Brasiliense. W późniejszych latach występował w Vasco Aracaju, Itabaianie i Sergipe Aracaju, w którym zakończył karierę w 1976 roku.

## Kariera reprezentacyjna
W 1964 roku Adevaldo uczestniczył w Igrzyskach Olimpijskich w Tokio. Na turnieju Adevaldo był podstawowym zawodnikiem i wystąpił we wszystkich trzech meczach grupowych reprezentacji Brazylii z Egiptem, Koreą Południową i Czechosłowacją.
W 1963 roku Adevaldo uczestniczył w Igrzyskach Panamerykańskich, które Brazylia wygrała.